# Святошинський провулок
Свято́шинський прову́лок — провулок у Святошинському районі міста Києва, місцевість Святошин. Пролягає від Святошинської вулиці до кінця забудови.

## Історія
Провулок виник у 50-ті роки XX століття під назвою Новий. Сучасна назва — з 1959 року, на честь місцевості, де пролягає провулок.
З непарного боку провулок забудований приватними малоповерховими садибами, з парного боку єдиною будівлею є 10-поверховий сучасний будинок (1997 р.)

## Побудови
Архітектурна пам'ятка лосям. Міжнародна школа.